# 제1차 비르엘구비 전투
제1차 비르엘구비 전투(First Battle of Bir el Gubi)는 1941년 11월 19일 제2차 세계 대전의 서부 사막 전역에서 일어난 전투로 크루세이더 작전의 일부로 진행되었다.

## 같이 보기
- 크루세이더 작전